# Kvarteret Trumslagaren

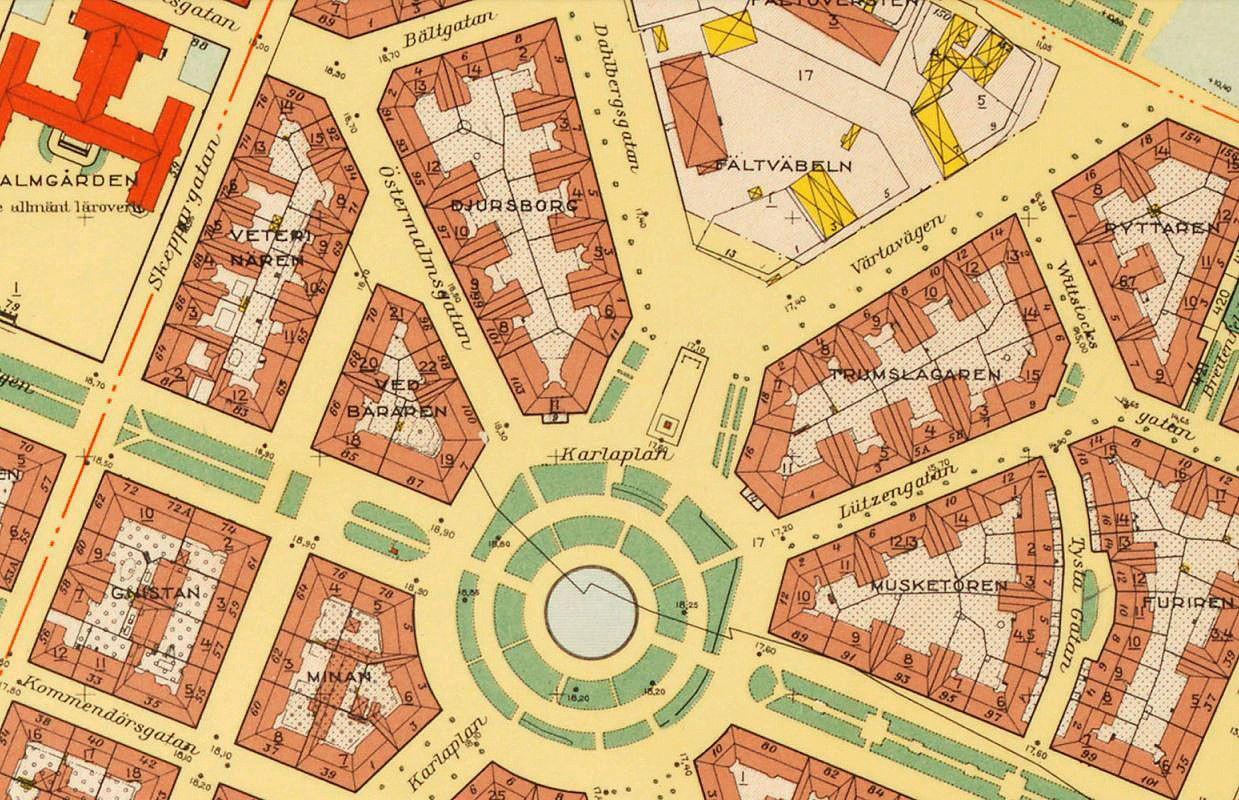
Kvarteret Trumslagaren till höger om Karlaplan, 1940.

Kvarteret Trumslagaren ligger på Östermalm i Stockholm. Kvarteret omges av Karlaplan i sydväst, av Lützengatan i söder, av Wittstocksgatan i nordöst och av Värtavägen i norr. Inom kvarteret finns flera kulturhistoriskt värdefulla byggnader.

## Historik

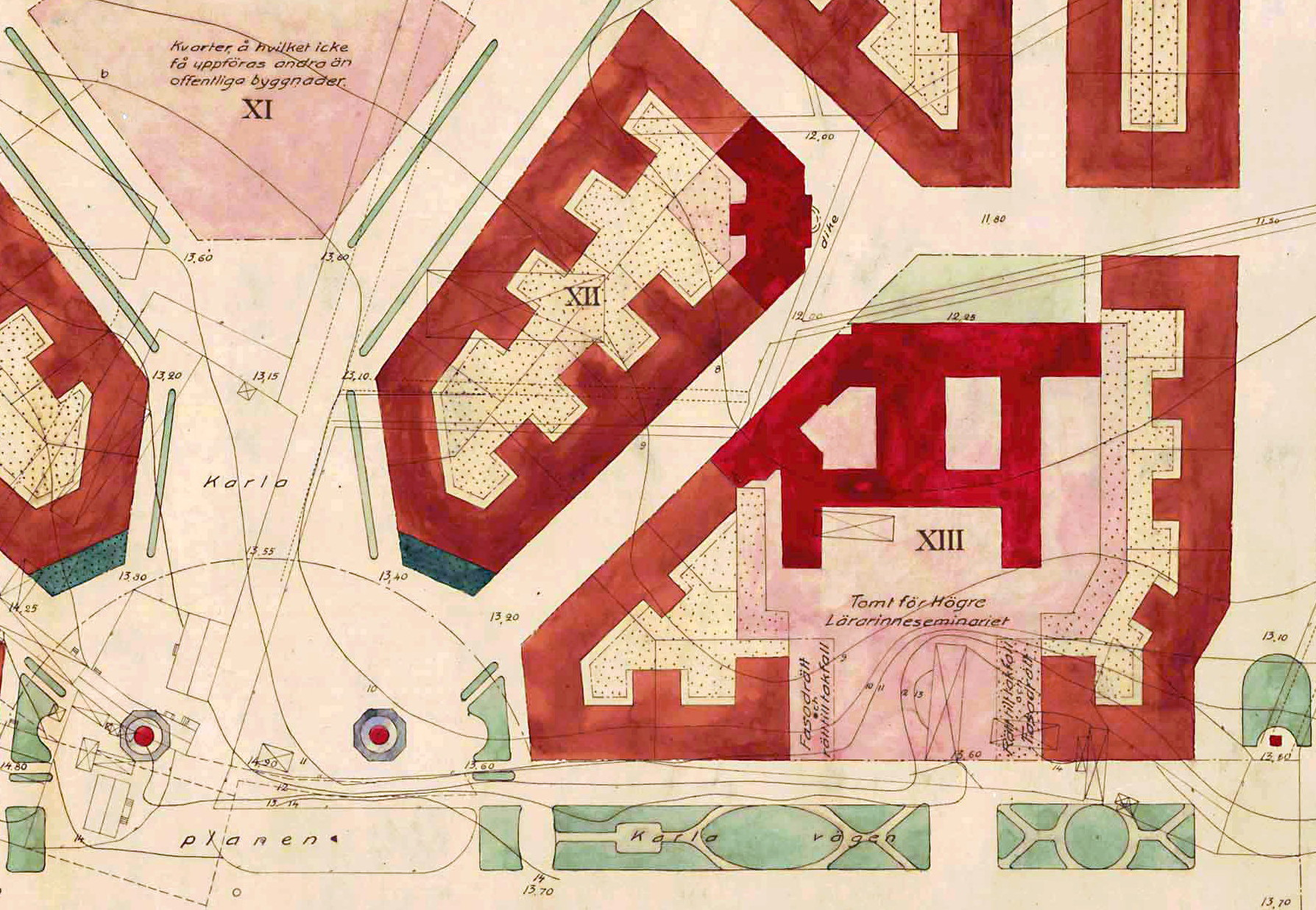
Kvarteren Trumslagaren och Musketören, del av Hallmans stadsplan, 1911.

Trakten där Trumslagaren nu ligger behöll länge en lantlig karaktär. Kogubbar och deras boskap fanns ända in på 1870-talet och vid gatorna låg stall och ladugårdar. Kvarteret bildades i samband med att området norr om Karlaplan stadsplanerades 1911 av stadsplanearkitekten Per-Olof Hallman och stadsingenjören Herman Ygberg (se Stadsplan för Karlaplans norra del). Trumslagaren blev då ett av åtta kvarter som ligger kilformat runt Karlaplan.
Trumslagaren koncipierades som pendang till kvarteret Djursborg. Det då namnlösa kvarteret hade nummer XII på Hallmans plan och delades i tio tomter. Indelningen ändrades på 1930-talet till 12 fastigheter, som är den samma fortfarande idag. I mitten av 1910-talet upprättade arkitektkontoret Hagström & Ekman ett förslag till bebyggelse för hela norra delen av Karlaplan som skulle ge platsen ett enhetligt utseende. Det var dock bara ett av dessa hus som uppfördes efter Hagström & Ekmans ritningar, nämligen Musketören 10. 
Kvartersnamnet Trumslagaren tillhör samma kategori militärrelaterade namn som Furiren, Fältöversten, Ryttaren, Musketören och Fänriken vilka tillkom 1915 och inspirerades av den närbelägna Garnisonen. Nu gällande stadsplan fastställdes 1943.

## Bebyggelse, allmänt

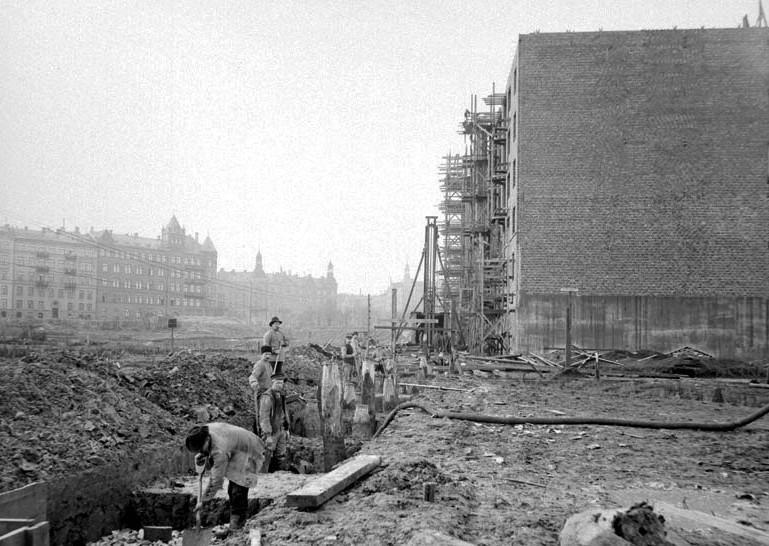
Byggarbeten vid Lützengatan, nybyggen i Trumslagaren till höger, 1913.

Fastigheterna Trumslagaren 15 respektive Djursborg 13 markerades mörkrött på Hallmans stadsplan som betydde ”kvartersmark för monumentalbyggnader”. De fungerar båda två som fondbyggnader, för Östermalmsgatan mot öster respektive Wittstocksgatan mot väster, vilket ger dem en mycket speciell roll i gatubilden. I de båda gatornas förlängning reser sig Engelbrektskyrkan i väster och Gustav Adolfskyrkan i öster. Trumslagaren 11 och 7 (närmast Karlaplan) uppfördes som pendang till Djursborg 11 och 6 och ritades 1920 av samma arkitektkontor, Höög & Morssing. Samtliga byggnader i kvarteret är grönmärkta och bedöms av Stadsmuseet i Stockholm vara "särskilt värdefulla från historisk, kulturhistorisk, miljömässig eller konstnärlig synpunkt".

### Byggnader, urval
- Trumslagaren 3, Lützengatan 7, arkitekt Albin Stark och Josef Östlihn (1915).[3]
- Trumslagaren 3, Lützengatan 4, arkitekt Albin Brag (1917).[4]
- Trumslagaren 7, Karlaplan 18, arkitekt Höög & Morssing (1926), samkomponerad med Trumslagaren 11.[5]
- Trumslagaren 9, Värtavägen 6, arkitekt Hjalmar Westerlund (1918).[6]
- Trumslagaren 10, Värtavägen 6, arkitekt Arvid Sjöqvist (1915).[7]
- Trumslagaren 11, Karlaplan 14-16, arkitekt Höög & Morssing (1926).[8]
- Trumslagaren 13, Wittstocksgatan 2 / Värtavägen 14, arkitekt Ernst Lundberg (1926).[9]
- Trumslagaren 15, Wittstocksgatan 6, arkitekt Albin Stark (1925).[10]

### Bilder, byggnader i urval

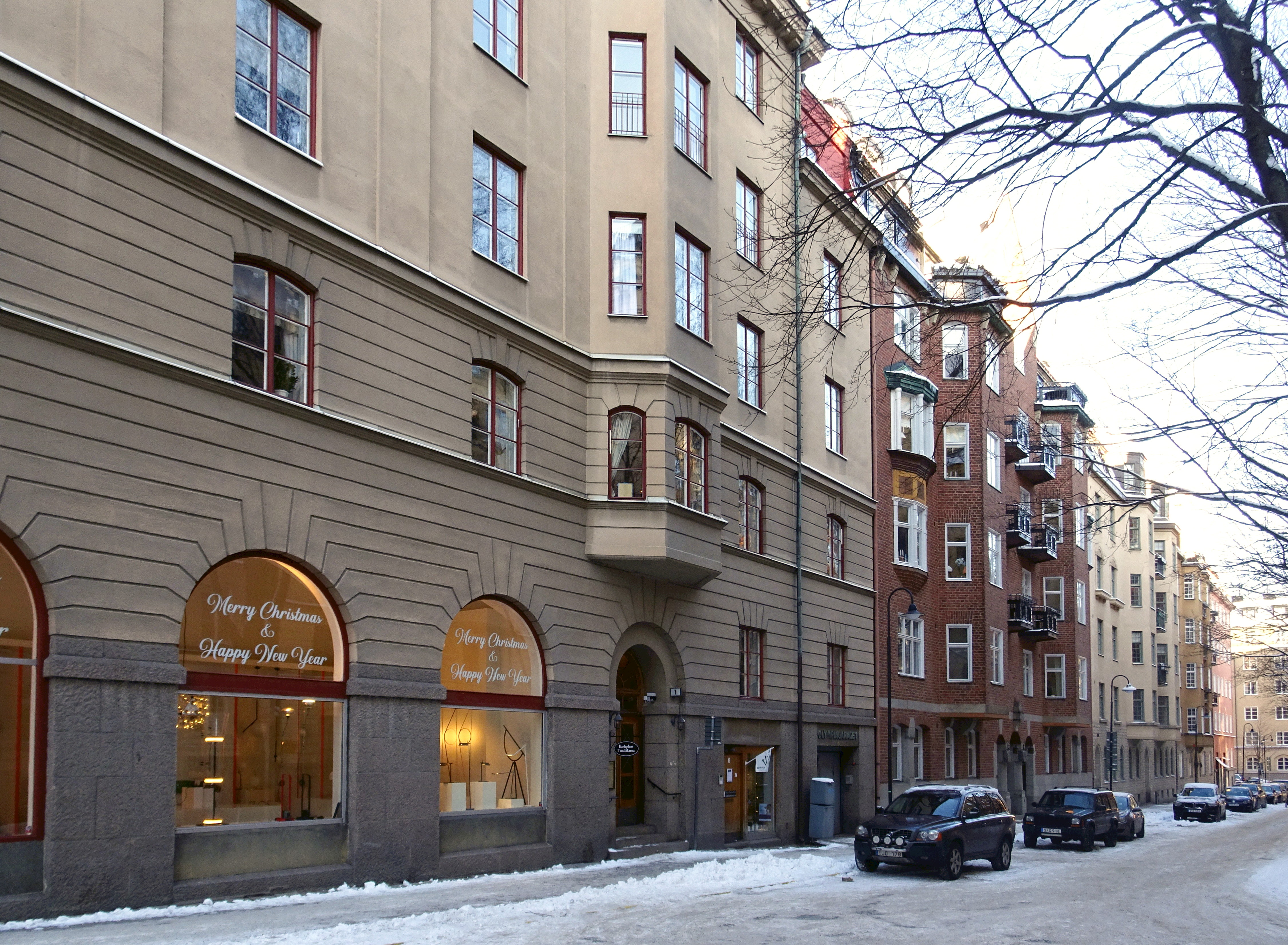
Kvarteret Trumslagaren mot Lützengatan.
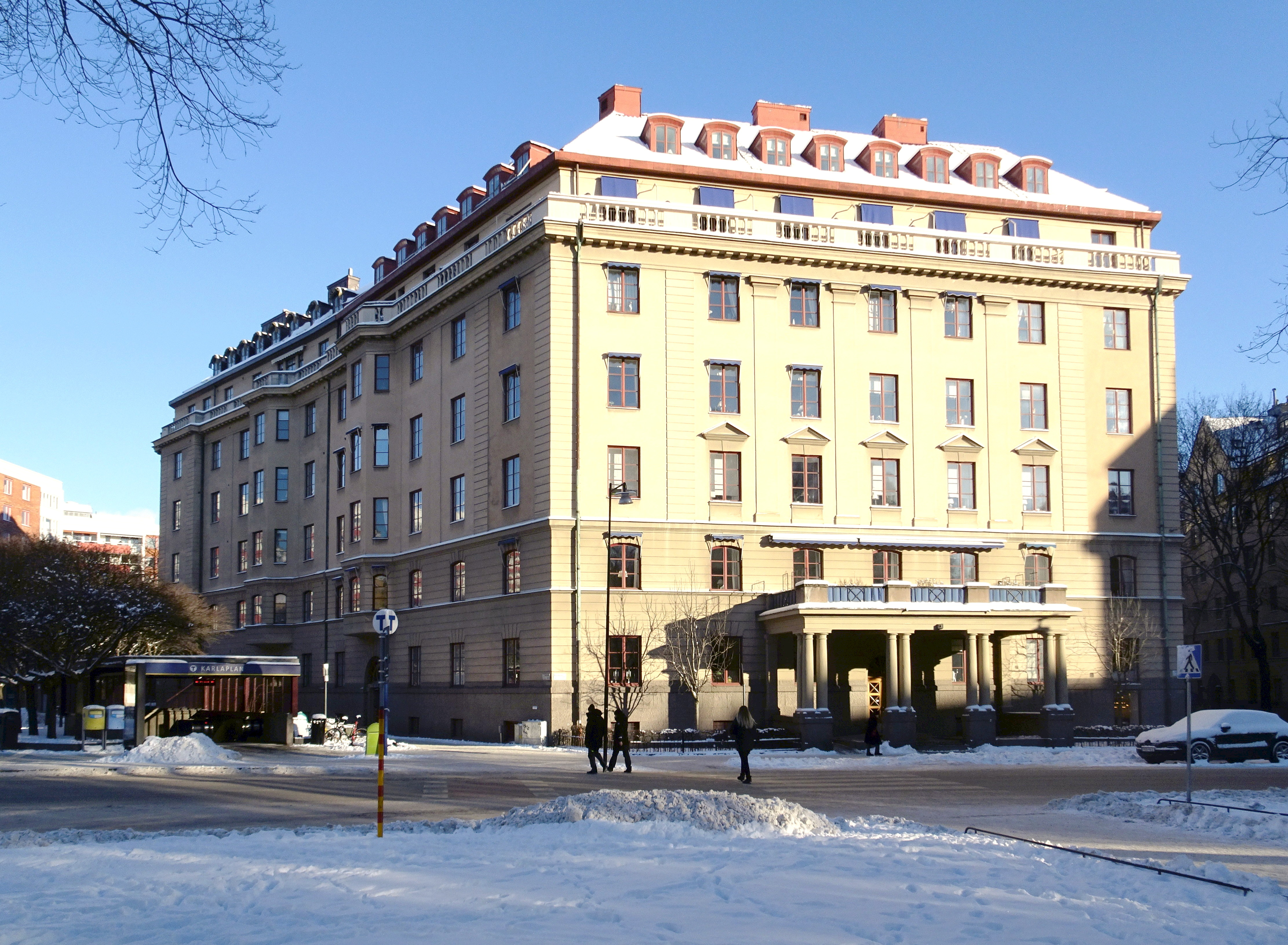
Trumslagaren 11 och 7, Karlaplan 14 och 18.
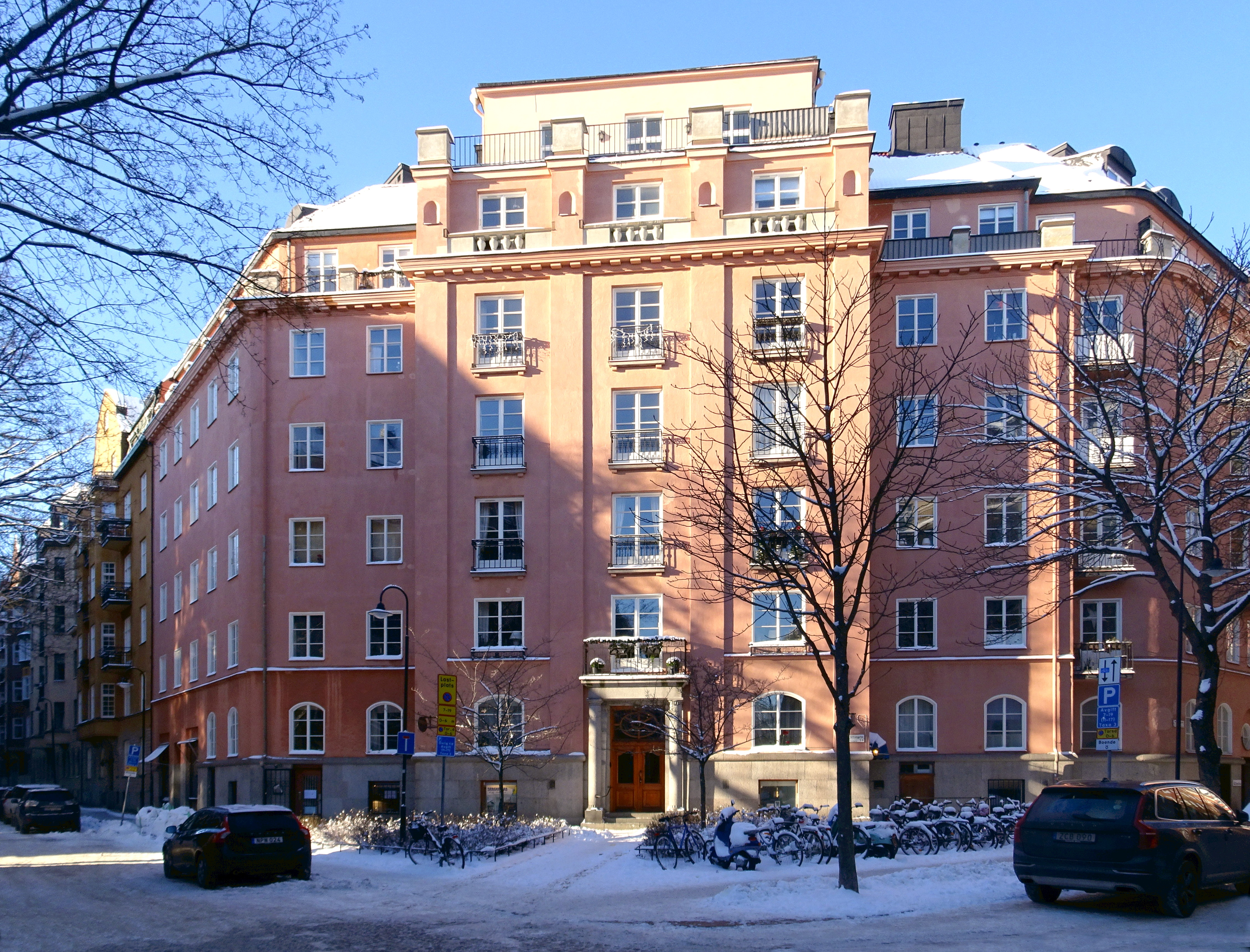
Trumslagaren 15, Lützengatan 9.
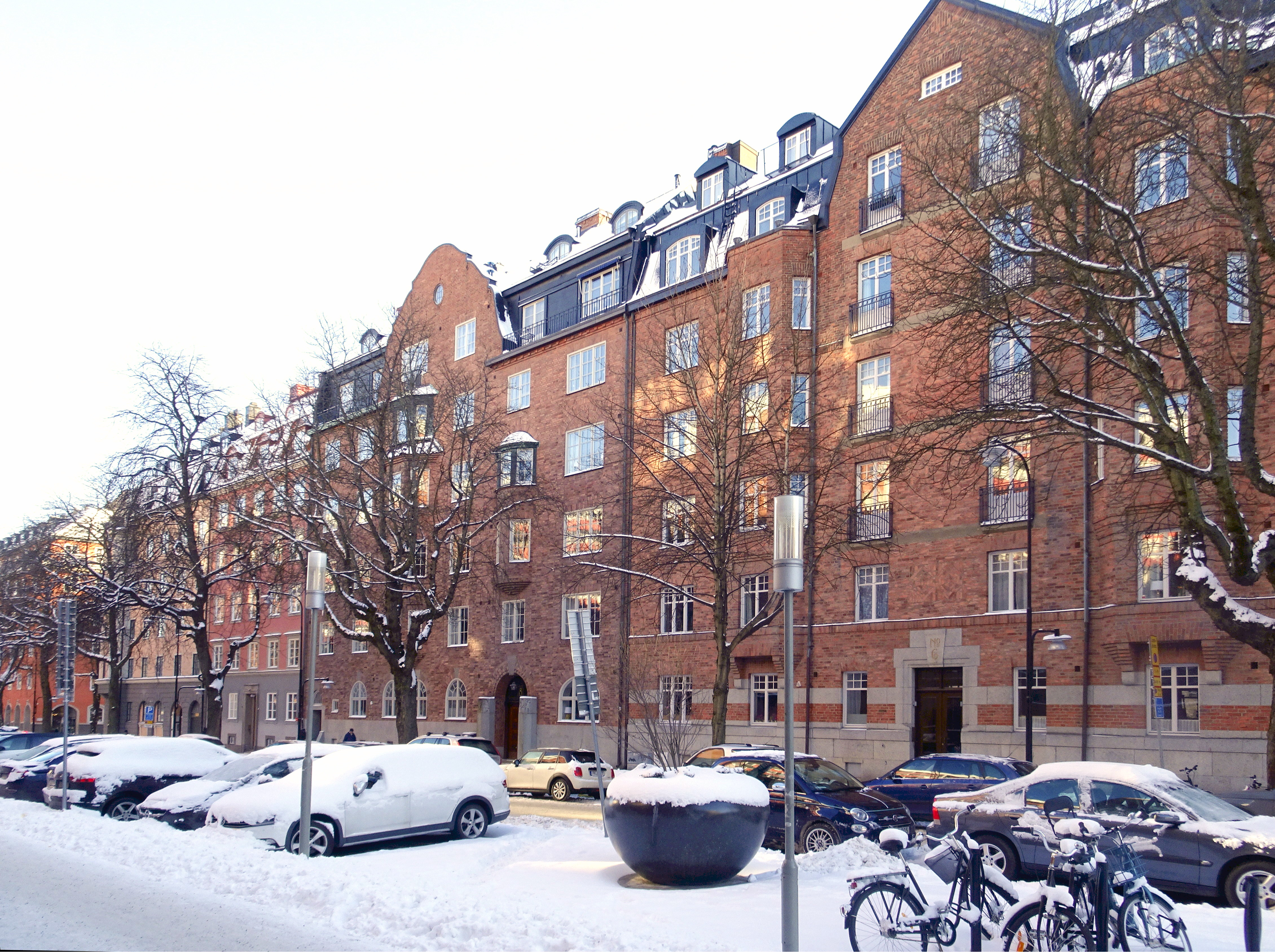
Kvarteret Trumslagaren mot Värtavägen.